# Aeroporto da Ilha Christmas
O Aeroporto da Ilha Christmas ou, ainda, Aeroporto da Ilha do Natal (IATA: XCH, ICAO: YPXM) é um aeroporto localizado na Ilha Christmas, um território da Austrália no Oceano Índico. A ilha está situada a 2.600 quilômetros a noroeste da cidade australiana de Perth, 500 quilômetros ao sul da capital indonésia, Jacarta, e a 975 quilômetros a leste-nordeste das Ilhas Cocos (Keeling).
Embora localizado em território australiano, o aeroporto é classificado como Categoria 2 entre os aeroportos internacionais, incluindo os da Austrália. Ele é de propriedade da Commonwealth através do Departamento de Infraestrutura e Transporte e é operado sob contrato com a Toll Logística.

## História
Desde o final dos anos 1940, quando a ilha ainda era uma colônia britânica administrada por Singapura e o Estabelecimentos dos Estreitos, foi atendido ocasionalmente pela Força Aérea Real (RAF) e Short Sunderland antes da construção do aeroporto.
Após o encerramento do casino da Ilha Christmas, o resort foi assumido pelo Centro Espacial Ásia-Pacífico, que desenvolveu planos para uma instalação de lançamento de satélites na Ilha Christmas. A empresa, com a participação financeira sólida do Governo australiano, tinha planejado iniciar lançamentos de satélites em 2004. A equipe técnica foi a inclusão 350-400 cientistas de foguetes russos e engenheiros, e a componentry estava a voar dentro do aeroporto utilizando-se de aeronaves cargueiros como o Antonov An-124 e Boeing 747. Para conseguir isso, o aeroporto teria de ter grandes extensões, e o Governo destinou cerca de US$ 55 milhões para a tarefa. Isto incluiu uma extensão da pista de 600 metros, além de taxiways adicionais e outras infra-estruturas, e resultou em uma grande revisão do plano diretor do aeroporto, que ainda está em curso hoje.

## Estrutura
O aeroporto está situado numa elevação de 279 metros acima do nível do mar. Tem uma pista designada 18/36 com um asfalto de superfície medindo 2.103m × 45m. A localização do aeroporto no topo de uma colina, com um gradiente de meados de pista, o torna um desafio de pouso para os pilotos.
O tráfego de e para o aeroporto varia muito. Junto com voos regulares para o continente australiano, o aeroporto recebe voos abertos a partir de Jacarta, com a Garuda Airlines. Companhias aéreas Historicamente conhecidas, que operam voos para o local, estão a Indonesia AirAsia, Malaysia Airlines e a SilkAir. A construção de um centro de detenção de imigrantes na ilha resultou em um aumento temporário de operações de aeronaves da RAAF e DIMIA.
O Aeroporto da Ilha de Natal é um aeroporto pouco movimentado e serviu 27 286 passageiros durante o exercício de 2010-2011.